# 772 Танете
772 Танете (772 Tanete) — астероїд головного поясу, відкритий 19 грудня 1913 року.
Тіссеранів параметр щодо Юпітера — 3,057.